# Songül Kılıç
Songül Kılıç (ur. 15 stycznia 1973) – turecka lekkoatletka, tyczkarka.
Reprezentantka kraju w zawodach pucharu Europy
Wielokrotna mistrzyni Turcji.
27 lipca 1997 w Ankarze ustanowiła wynikiem 2,80 rekord Turcji.